# Streptokinase
Streptokinase (SK) là một loại thuốc giúp làm tan huyết khối và có bản chất là một enzyme. Nếu sử dụng để làm tan các huyết khối thì chúng sẽ được sử dụng để phá vỡ các cục máu đông trong một số trường hợp nhồi máu cơ tim (đau tim), thuyên tắc phổi, và huyết khối động mạch. Loại nhồi máu cơ tim có thể sử dụng enzyme này là nhồi máu cơ tim cấp ST chênh lên (STEMI). Thuốc này được sử dụng bằng cách tiêm vào tĩnh mạch.
Các tác dụng phụ thường gặp có thể kể đến như buồn nôn, chảy máu, huyết áp thấp và phản ứng dị ứng. Không nên sử dụng thuốc này hai lần trong cùng cuộc đời của một người. Mặc dù không có nguy hại gì được phát hiện khi sử dụng trong thai kỳ, nhưng đối tượng sử dụng này vẫn chưa được nghiên cứu kỹ. Streptokinase thuộc nhóm thuốc chống huyết khối và hoạt động bằng cách kích hoạt hệ thống tiêu sợi huyết.
Streptokinase được phát hiện vào năm 1933 từ chủng liên cầu khuẩn Streptococci tan huyết beta. Nó nằm trong danh sách các thuốc thiết yếu của Tổ chức Y tế Thế giới, tức là nhóm các loại thuốc hiệu quả và an toàn nhất cần thiết trong một hệ thống y tế. Chi phí bán buôn là từ 30,00 đến 138,00 USD cho mỗi liều tính đến năm 2014. Chúng không còn được bán ở Hoa Kỳ.